# 우쓰모토 신야
우쓰모토 신야(일본어: 宇津元 伸弥, 2000년 3월 29일~)는 일본의 축구 선수이다.

## 구단 경력
그는 2021년 J1리그의 오이타 트리니타에 입단했다. 2021년후 J2리그에 강등했다.